# Margot Friedländer

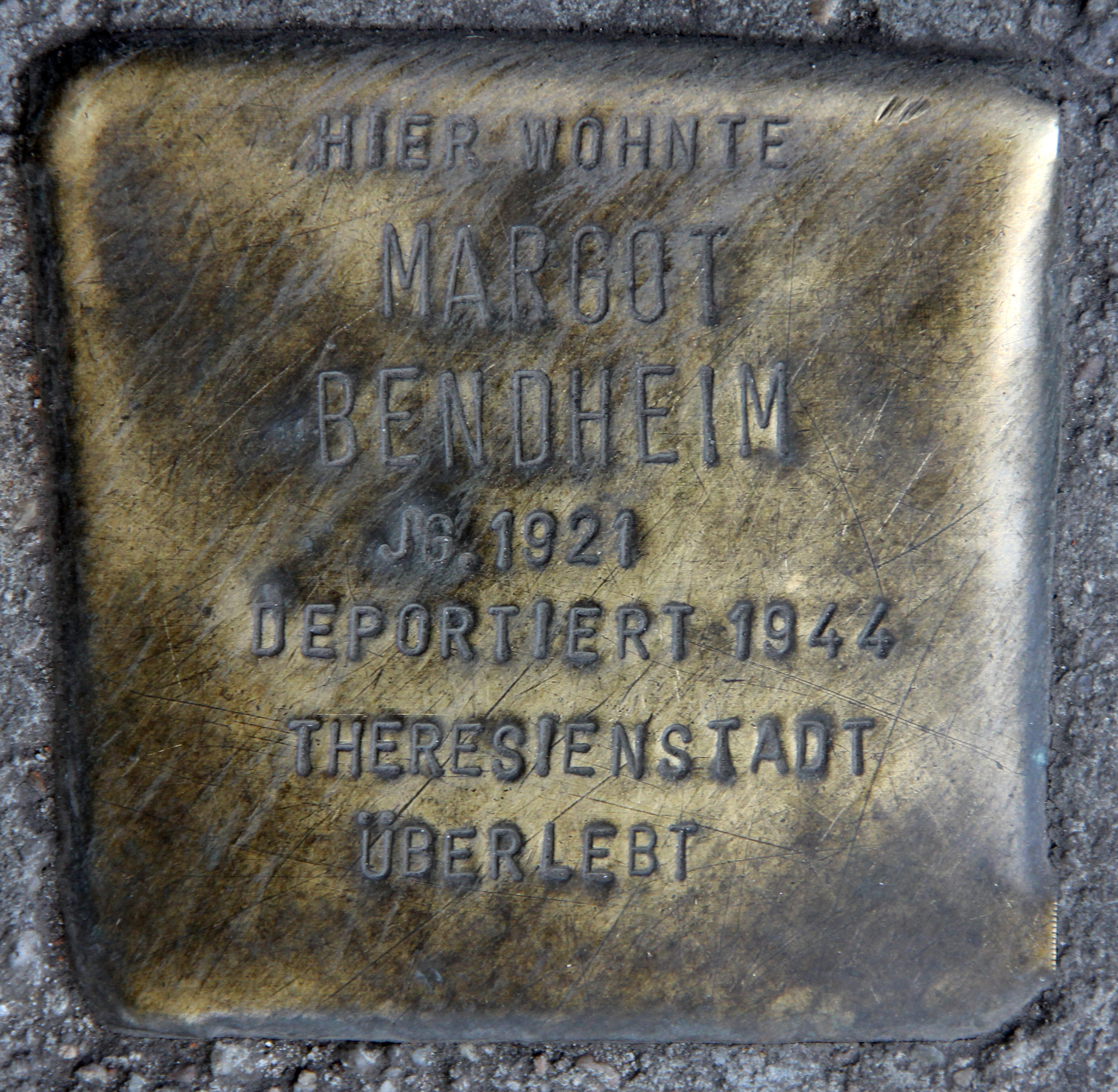
Stolperstein, Skalitzer Strasse 32 w Berlinie–Kreuzberg

Margot Friedländer, także Margot Friedlander (ur. 5 listopada 1921 w Berlinie jako Anni Margot Bendheim, zm. 9 maja 2025 tamże) – Niemka mająca żydowskie korzenie, która przeżyła Holokaust. Chętnie opowiadała o swoich przeżyciach z tamtych czasów publicznie.

## Życiorys
Ojciec Friedländer – Artur Bendheim  – był asystentem sprzedaży i weteranem wojennym. W 1920 roku poślubił pochodzącą z Cieszyna Auguste Gross, która przybyła do Berlina w czasie I wojny światowej i otworzyła sklep z guzikami.
Rodzina Friedländer była żydowska. Margot Friedländer urodziła się 5 listopada 1921 roku jako Anni Margot Bendheim w Berlinie, jej brat Ralph urodził się w 1925 roku. W 1937 roku rodzice Friedländer postanowili się rozwieść.
Rodzina Friedländer próbowała kilkakrotnie wyemigrować. W 1938 roku Stany Zjednoczone odmówiły im imigracji. Wyprowadzka do Brazylii i Chin też się nie powiodła. Ojciec Friedländer, który po rozwodzie zostawił rodzinę, uciekł w 1939 roku do Francji. 10 sierpnia 1942 roku deportowano go z niemieckiego obozu w Drancy do Auschwitz II – Birkenau i tam go zamordowano. W 1939 roku Friedländer i jej rodzeństwo pozostało przy matce i wszyscy mieszkali przy nowej ulicy – Grünstrasse 3 w Berlinie Mitte. W 1941 roku przeprowadzili się do Racheli Meisner i mieszkali u niej przy Skalitzer Strasse 32 w Berlinie Kreuzberg. 20 stycznia 1943 roku Friedländerowie planowali ucieczkę do rodziny na górny Śląsk, Ralph, brat Margot Friedländer, został wtedy aresztowany przez Gestapo, jej matka ukryła w tym czasie u sąsiadów torebkę z książeczką z adresami i naszyjnik z bursztynu, potem oddała się w ręce policji, aby być blisko syna. Sąsiedzi przekazali później Friedländer wiadomość od matki: „Versuche, dein Leben zu machen”. 29 stycznia 1943 roku Auguste i Ralpha Bendheim razem deportowano w 27. transporcie wschodnim do Auschwitz. Po przyjeździe do Auschwitz matka Friedländer, Auguste, od razu trafiła do komory gazowej, zaś brat Ralph przeżył w obozie zagłady jeden miesiąc.
Odkąd rodzinę Friedländerów zabrano do Auschwitz, Margot musiała się ukrywać w różnych miejscach. Dla bezpieczeństwa ufarbowała czarne włosy na złoto-czerwony kolor i zastąpiła gwiazdę żydowską łańcuszkiem z krzyżykiem. Poddała się operacji zmiany kształtu nosa, aby nie zostać rozpoznaną jako Żydówka. Ukrywała się u przeciwników narodowego socjalizmu, choć jej położenie było również wykorzystywane.
Na początku 1944 roku Friedländer znajdowała się pod opieką tzw. Greiferów – Żydów, którym SS zleciło tropienie i denuncjację innych Żydów. W tym samym roku Friedländer została aresztowana i trafiła do getta Theresienstadt. Tam spotkała znowu Adolfa Friedländera, którego znała z pracy jako projektantka kostiumów w „Żydowskim Towarzystwie Kulturalnym”. Friedländer był tam szefem administracji. Adolf Friedländer też stracił całą swoją rodzinę w obozach.
Margot Bendheim i Adolf Friedländer razem przeżyli Holokaust. W 1946 roku pobrali się i popłynęli statkiem do Nowego Jorku. Tam przyjęli obywatelstwo Stanów Zjednoczonych, a ich nazwisko zostało zapisanie jako „Friedlander”. Nie mieli dzieci.
Margot Friedländer pracowała w Nowym Jorku między innymi jako krawcowa i pośrednik turystyczny. W 1997 roku zmarł jej mąż. Po jego śmierci Friedländer zapisała się na kurs dla seniorów i uczyła się pisać biografię w Centrum Kultury Żydowskiej 92Y, gdzie jej mąż był zastępcą dyrektora wykonawczego. Pierwsza historia, którą Friedländer opisała, dotyczyła jej uwolnienia z obozu koncentracyjnego. Dzięki publikacji swoich opowiadań Margot Friedländer poznała dokumentalistę Thomasa Halaczinsky’ego, który nakręcił z nią film dokumentalny w jej rodzinnym Berlinie.
W 2003 roku Margot Friedländer przyjęła zaproszenie Senatu Berlina dla „prześladowanych i emigrujących obywateli” i odwiedziła swoje miasto rodzinne. W 2008 roku ukazała się autobiografia Friedländer: „Versuche, dein Leben zu machen”. Po kolejnych wizytach w rodzinnym mieście zdecydowała się na powrót na stałe. Od 2010 roku znowu mieszkała w Berlinie i odzyskała obywatelstwo niemieckie. Friedländer odwiedzała szkoły i inne instytucje w całych Niemczech do trzech razy w tygodniu, żeby opowiedzieć o swoim życiu. Czasami na tych spotkaniach nosiła bursztynowy naszyjnik, który jej matka ukryła wcześniej w torebce i dała na przechowanie sąsiadom.
W 2011 roku Friedländer została wyróżniona „Orderem Zasługi Republiki Federalnej Niemiec”. To wyróżnienie dostała wtedy od prezydenta Federalnego Niemiec – Christiana Wulffa 11 listopada w pałacu Bellevue. Wersja audio jej książki czytana przez nią samą była nominowana w 2016 roku do „nagrody Deutscher Hörbuchpreis. 14 maja 2019 roku Friedländer otrzymała za swoje zasługi o jej pracy edukacyjnej od Christiana Wulffa i Kanclerz Niemiec – Angeli Merkel „talizman” od fundacji Deutschlandstiftung Integration. 5 listopada 2021 roku Friedländer skończyła 100 lat.
25 maja 2022 roku Friedländer otrzymała doktorat honoris causa Wydziału Historii i Studiów Kulturowych na Wolnym Uniwersytecie Berlińskim. Została wyróżniona za „wybitne zasługi jako współczesnego świadka” i „wybitne osiągnięcia naukowe”, za zaangażowanie w naukę obywatelską. Zapytana w czasie ceremonii, czy chce dalej pracować, czy odejść na emeryturę, powiedziała, że tak długo, jak to będzie możliwe, będzie aktywna publicznie. Później dodała, że przynajmniej jej się nie nudzi.
23 stycznia 2023 roku Friedländer została wyróżniona Orderem Zasługi Republiki Federalnej Niemiec. W związku z ceremonią wręczenia nagród w czerwonym ratuszu, w Berlinie odsłonięto także popiersie Friedländer autorstwa artystki Stephanie von Dallwitz. Rządząca burmistrz Berlina, Franziska Giffey wypowiedziała się na temat sztuki plastycznej von Dallwit i oznajmiła, że będzie ona eksponowana w widocznym miejscu. Oznajmiła także, że wszyscy berlińscy Żydzi mają również swoje miejsce w ratuszu naszego miasta, którzy zostali wydaleni, deportowani lub zamordowani przez nieludzki reżim narodowosocjalistyczny.
W 2024 roku Friedländer została wyróżniona „Niedźwiedziem berlińskim”. 4 czerwca 2024 roku Friedländer została odznaczona medalem Mevlüde Genç przez rząd kraju związkowego Nadrenia Północna-Westfalia w Muzeum Bodego, w Berlinie za to, że „pamięta o zbrodniach narodowego socjalizmu na wiele różnych sposobów i działa z wielkim zaangażowaniem”.
Niemiecki „Vogue” umieścił Friedländer na okładce numeru z lipca/sierpnia 2024 roku, na której miała na sobie czerwony płaszcz z Prady. Friedlander jako młoda kobieta marzyła o tym, żeby zostać krawcową i projektantką mody, dlatego w 1936 roku zapisała się do berlińskiej szkoły sztuki i rzemiosła.
4 kwietnia 2025 roku Margot Friedländer została uhonorowana nagrodą specjalną „Międzynarodowej Nagrody Pokoju Westfalskiego” w Münster, którą wręczył jej prezydent federalny – Frank-Walter Steinmeier.
Friedländer przemawiała 7 maja 2025 roku w Czerwonym Ratuszu, w 80. rocznicę zakończenia wojny w Niemczech. Dwa dni po swoim ostatnim publicznym wystąpieniu zmarła w Berlinie, 9 maja 2025 roku, w wieku 103 lat. Tego dnia prezydent Steinmeier chciał wręczyć Friedländer Wielki Krzyż Zasługi, który przyznał jej już wcześniej.

## Fundacja i Nagroda Margot Friedländer
W 2023 roku założyła fundację Margot Friedländer Stiftung, aby kontynuować pracę współczesnych świadków i przyznawać nagrodę Margot Friedländer Preis.
W 2014 roku Fundacja Schwarzkopf po raz pierwszy przyznała nagrodę imienia Margot Friedländer. Od 2024 roku Nagroda Margot Friedländer przyznawana jest przez Fundację Margot Friedländer. Nagroda ma na celu uhonorowanie osób, które poprzez swoje działania i inicjatywy promują tolerancję, człowieczeństwo i walczą z antysemityzmem lub wrogością wobec demokracji – na przykład w szkołach, na uniwersytetach lub w klubach.

## Publikacje
- Margot Friedländer i Malin Schwerdtfeger: «Versuche, dein Leben zu machen». Als Jüdin versteckt in Berlin. Rowohlt Berlin, Berlin 2008, ISBN 978-3-87134-587-6.
- Książka audio (1 MP3-CD), przeczytana przez Margot Friedländer. Berlin 2015, speak low, ISBN 978-3-948674-15-1.
- Ich hatte doch noch nicht gelebt, Tina Hüttl, Alexander Meschnig (red.): Uns kriegt ihr nicht: als Kinder versteckt – jüdische Überlebende erzählen. Piper, München 2013, ISBN 978-3-492-05521-5, s. 46–65, krótka biografia na str. 65 i następne,
- Matthias Ziegler: Ich lieb’ Berlin. Margot Friedländer zum 100. Geburtstag. Ein Portrait. Książka ilustrowana, Lexxion Verlag, Berlin 2021, ISBN 978-3-86965-381-5.

## Uhonorowania
- 2009: Nagroda Einharda za biografię: „Versuche, dein Leben zu machen”,
- 2011: Order Zasługi Republiki Federalnej Niemiec[18],
- 2016: Berliński Order Zasługi,
- 2018: Nagroda im. Obermayera za historię niemiecko-żydowską (Nagroda za Wybitną Służbę),
- 2018: Honorowe obywatelstwo Berlina[34],
- 2018: Nagroda Niemieckiego Towarzystwa e. V. za zasługi dla porozumienia niemieckiego i europejskiego[35],
- 2019: „Talizman” Niemieckiej Fundacji Integracji,
- 2021: Medal Jeanette Wolff przyznany przez Towarzystwo Współpracy Chrześcijańsko-Żydowskiej[36],
- 2022: Doktorat honoris causa Wydziału Historii i Studiów Kulturowych Wolnego Uniwersytetu w Berlinie[22],
- 2022: Nagroda im. Walthera Rathenaua (laudator Frank-Walter Steinmeier)[37],
- 2023: Order Zasługi Republiki Federalnej Niemiec[38],
- 2023: Berlińczyk roku[39],
- 2024: Niedźwiedź berliński[25],
- 2024: Medal Mevlüde Genç od kraju związkowego Nadrenia Północna-Westfalia[40],
- 2024: Nagroda „Brigitte”, Nagroda Honorowa[41],
- 2024: Niemiecka Nagroda Telewizyjna (Najlepszy film telewizyjny/serial wieloodcinkowy) za serial I am! Margot Friedländer[42],
- 2024: Nagroda za zrozumienie i tolerancję[43],
- 2024: Bambi w kategorii – „Odwaga”[44],
- 2024: Nagroda Publiczności 3sat za film – „I am! Margot Friedländer”[45],
- 2025: Nagroda Specjalna Westfalskiej Nagrody Pokojowej[29],
- 2025: Order Zasługi Republiki Federalnej Niemiec[46].

## Filmy dokumentalne
- „Don’t Call It Heimweh”. Film o Margot Friedländer – „Besuche in Berlin”, film: Thomas Halaczinsky, Stany Zjednoczone 2004, 60 minut[47],
- „Späte Rückkehr”, film: Thomas Halaczinsky, 2010, 45 minut,
- „Jahrhundertzeugen” – Margot Friedländer, powieść graficzna – Martin Priess i Michaela Kolster[48],
- „Ich bin!” – Margot Friedländer, dokument fabularyzowany, scenariusz: Hannah i Raymond Ley, UFA Film dokumentalny na zlecenie ZDF, 2023 (nagrodzony Niemiecką Nagrodą Telewizyjną i Bawarską Nagrodą Telewizyjną w 2024 roku), ok. 90 minut[49],
- „Angekommen”, Margot Friedländer, Berlin. Reżyseria: Sabine Scharnagl i Thomas Halaczinsky, 43 minuty, ARD 2021[50].

## Przewodnik audio
Od czerwca 2013 roku przeżycia Margot Friedländer z czasów II wojny światowej w Berlinie i jej deportacja do obozu koncentracyjnego w Theresienstadt są dokumentowane w formie audioprzewodnika. Podczas interaktywnej wycieczki po Berlinie słuchacze mogą przejść przez różne stacje i kryjówki. Poszczególne stacje zostały nagrane przez Margot Friedländer.